# L'Exorciste (film)
Pour les articles homonymes, voir L'Exorciste et Exorciste (homonymie).
Cet article concerne le film. Pour le roman, voir L'Exorciste (roman). Pour la série télévisée, voir L'Exorciste (série télévisée).
Série L'Exorciste
L'Exorciste 2 : L'Hérétique
(1977)
Pour plus de détails, voir Fiche technique et Distribution.
L’Exorciste (The Exorcist) est un film d'horreur américain réalisé par William Friedkin, sorti en 1973. Le thème, les aléas tragiques du tournage et la réception par le public ont participé à sa popularité, en faisant un film-culte.
Il s'agit de l'adaptation cinématographique du roman du même nom de 1971 écrit par William Peter Blatty. Ce livre, inspiré d'un véritable cas d'exorcisme en 1949, raconte l'histoire d'une petite fille, Regan MacNeil, possédée par un démon, et des exorcistes Lankester Merrin et Damien Karras qui tentent de l'exorciser,.
Le film met en vedette les acteurs Ellen Burstyn, Max von Sydow, Jason Miller et Linda Blair. Il repose sur la thématique de l'enfant démoniaque, à la suite de Rosemary's Baby de Roman Polanski, et avant La Malédiction de Richard Donner.
L'Exorciste est l'un des films d'horreur les plus rentables de l'histoire avec 2 107 350 000 $ de recettes dans le monde entier en tenant compte de l'inflation. Il est également considéré comme un classique du cinéma d'horreur, et l'American Film Institute l'a classé 3e meilleur thriller derrière Psychose et Les Dents de la mer. Il a reçu 2 Oscars et 4 Golden Globes, par ailleurs le premier film d'horreur nommé à l'Oscar du meilleur film. Le film a été commercialisé aux États-Unis par Warner Bros. le 25 décembre 1973, et une version restaurée est sortie le 22 septembre 2000.
Le succès du film donne naissance à une franchise. Il sera suivi par plusieurs suites et préquelles dont L'Exorciste 2 : L'Hérétique en 1977 avec Linda Blair ou encore L'Exorciste : Dévotion en 2023 avec Ellen Burstyn. Une série télévisée lui faisant suite a également été diffusée entre 2016 et 2017 sur le réseau FOX.

## Synopsis

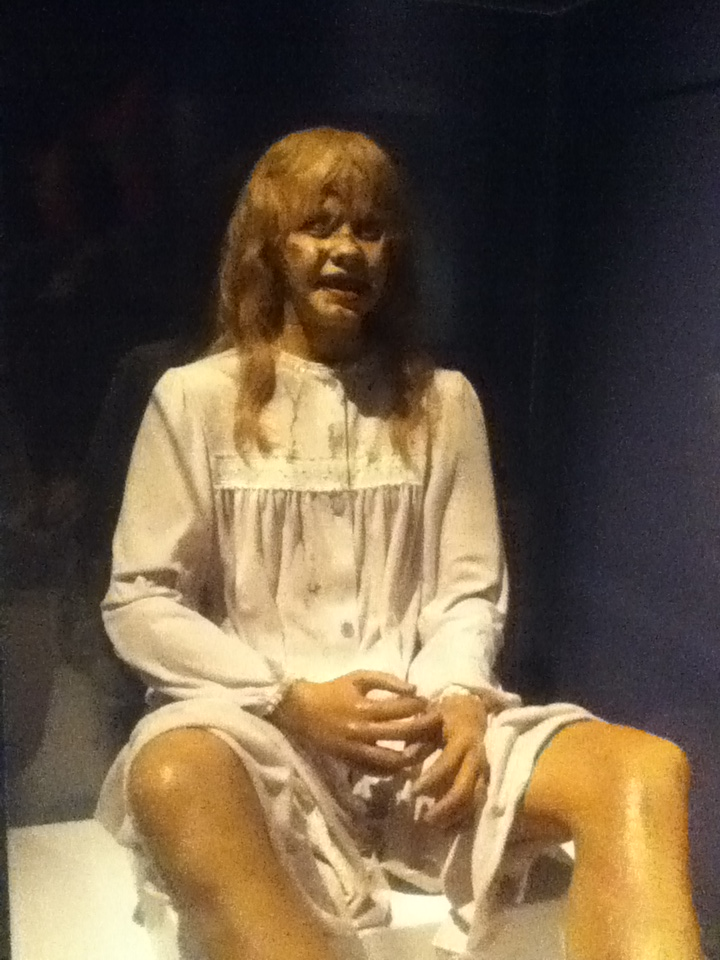
Mannequin utilisé dans le film.

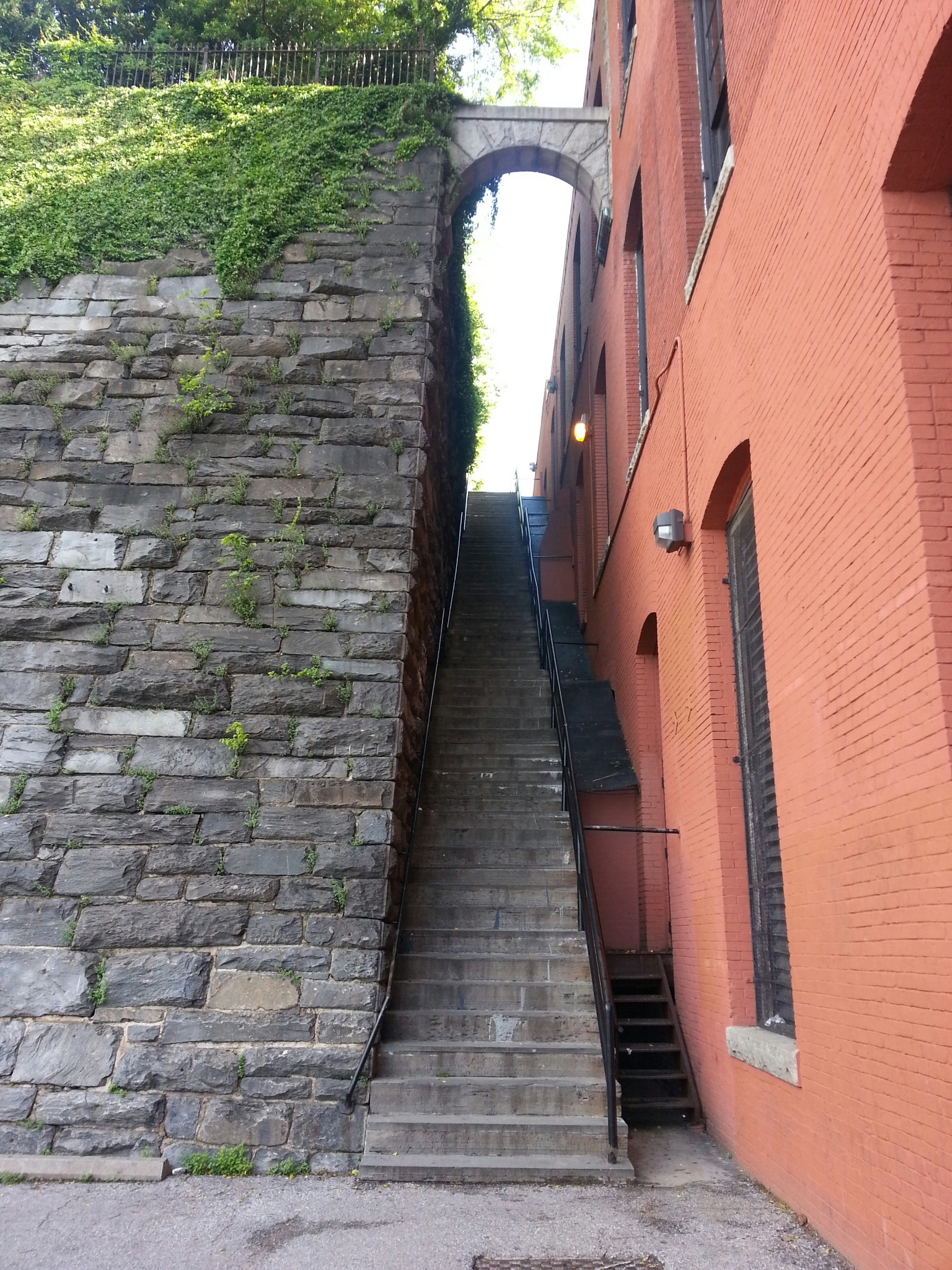
Exorcist steps (« L'escalier de L'Exorciste ») à Georgetown, lieu du tournage de la scène finale du film

Des fouilles archéologiques sont menées en Irak, effectuées notamment par le père Lankester Merrin, un vieux prêtre fatigué de la vie. Il découvre dans ses fouilles une petite tête de statuette du démon Pazuzu et s'interroge sur la nature du mal au sein de l'humanité. À la fin de la séquence en Irak, le prêtre contemple une grande statue du démon Pazuzu et a la prémonition qu'il aura à le combattre dans un avenir proche.
Aux États-Unis, à Georgetown, un quartier de Washington, Chris MacNeil est une actrice célèbre qui semble mener une vie heureuse avec sa fille Regan MacNeil, son ami Burke et ses domestiques. Elle a avec son mari, en déplacement à Rome, des relations tendues malgré ses sentiments.
Chris s'inquiète lorsque Regan commence à être la proie de spasmes violents et d'étranges symptômes. Elle fait suivre des traitements médicaux à sa fille : les médecins voient en elle de simples troubles nerveux dus à la préadolescence. Au cours d'une soirée à la maison des MacNeil, Regan descend dans la salle de réception et adresse à l'un des invités, un astronaute, avec une conviction froide et inquiétante, ces mots étranges : « Vous allez mourir là-haut », puis urine sur le tapis.
À la suite de cet incident, Chris MacNeil décide d'accélérer les analyses médicales. Chris reçoit, dans un premier temps, l'avis très incertain des médecins. Selon leurs explications physiologiques, Regan est atteinte de troubles purement nerveux. Mais les spasmes continuent, s'intensifient et deviennent de plus en plus spectaculaires. Regan parle avec une voix rauque et grave, dévale les escaliers sur les mains et les pieds, le visage tourné vers le plafond, crache du sang (cette scène est dans la version restaurée), tient des propos violents et scatologiques, son visage devient de plus en plus hideux.
Un soir, Burke Dennings est retrouvé mort au bas des longs escaliers donnant sur la fenêtre de la chambre de Regan ; tout le monde retient la thèse d'une chute fatale liée à une consommation excessive d'alcool, mais la responsabilité de Regan est fortement présumée du fait que Dennings était passé à la maison pendant la soirée.
Parallèlement aux événements, un inspecteur mène l'enquête et interroge le père Damien Karras, dont le parcours est difficile, et la mère de Regan. Dans un deuxième temps, Chris, pensant avoir affaire à un cas de dédoublement de la personnalité, fait appel à un psychiatre. Mais l'expérience tourne court : non seulement Regan abrite en elle une autre personnalité, mais celle-ci est, en plus, un être indubitablement démoniaque et violent. Une seule conclusion s'impose à elle : sa fille est possédée et elle doit solliciter, malgré son athéisme, l'aide d'un exorciste. Elle contacte alors le père Karras, qui connaît des difficultés dans sa foi personnelle et qui vit mal la mort de sa mère, dont il se sent responsable : sur son lit de mort, sa mère lui avait reproché de l'avoir abandonnée et, depuis, le père Karras a des visions d'elle, exacerbant sa culpabilité et son chagrin.
Le père Karras rencontre donc Regan et une chose le surprend : le démon connaît les circonstances de la mort de sa mère (alors que Regan ne pouvait rien savoir), mais ignore son nom de jeune fille. Karras commence alors à comprendre que le véritable démon est non seulement l'incarnation diabolique dans le corps de la jeune fille, mais aussi la manifestation du mal qu'abritent en eux ceux qui tentent de l'approcher. Ici, le père Karras doit affronter le démon en affrontant le mal qui est en lui : le démon veut le pousser au désespoir en décuplant son sentiment de culpabilité. Karras commence alors le travail d'exorcisme. Il écoute des enregistrements de la voix de Regan non possédée, regarde ses dessins d'enfant. Un soir, il est appelé d'urgence à la maison des MacNeil pour observer un étrange phénomène : sur le ventre de la fillette possédée apparaissent ces mots : « aidez-moi ».
Karras effectue alors les démarches auprès de l'Église pour obtenir le droit de pratiquer un exorcisme. Cette dernière accepte mais confie le rôle de l'exorciste au père Lankester Merrin, prêtre expérimenté revenant d'Irak et ayant déjà pratiqué un exorcisme en Afrique. Le père Karras devra l'assister en tant que prêtre et psychiatre expert diplômé d'Harvard. Merrin et Karras commencent donc leur exorcisme sur le démon en suivant le protocole religieux. Les prêtres récitent des prières et des formules d'exorcisme devant le monstre, lui jettent de l'eau bénite, mais le démon résiste, crache un étrange vomi vert, se met à léviter au-dessus du lit, fait pivoter la tête de l'enfant à 360 degrés. L'exorcisme prend du temps, les prêtres décident de faire une pause. Karras est toujours hanté par le souvenir de sa mère défunte : le démon se sert de cette hantise pour conduire Karras au désespoir. Merrin le fait sortir de la chambre, et continue seul. Karras ressasse au fond de lui sa culpabilité envers sa mère, puis retourne dans la chambre et découvre le père Merrin mort d'épuisement.
Dans un excès de rage, il s'en prend alors violemment et physiquement au démon en le rouant de coups, puis l'exhorte à « le prendre », c'est-à-dire à prendre possession de son propre corps plutôt que celui de Regan. Le démon passe alors du corps de la fillette à celui du prêtre et celui-ci, comprenant que le monstre entre en lui, se jette par la fenêtre et meurt, pour tuer le démon dans le même temps. La fillette est alors découverte en sanglots, mais « délivrée », tandis que la dépouille de Karras, retrouvée au bas de l'escalier, reçoit les derniers sacrements par l'un de ses amis prêtres.
Des jours plus tard, la famille MacNeil déménage. Regan est redevenue normale, malgré les marques physiques de violence.

## Fiche technique
Sauf indication contraire, les informations mentionnées dans cette section peuvent être confirmées par la base de données cinématographiques IMDb,  présente dans la section « Liens externes ».
- Titre original : The Exorcist
- Titre français : L'Exorciste
- Réalisation : William Friedkin

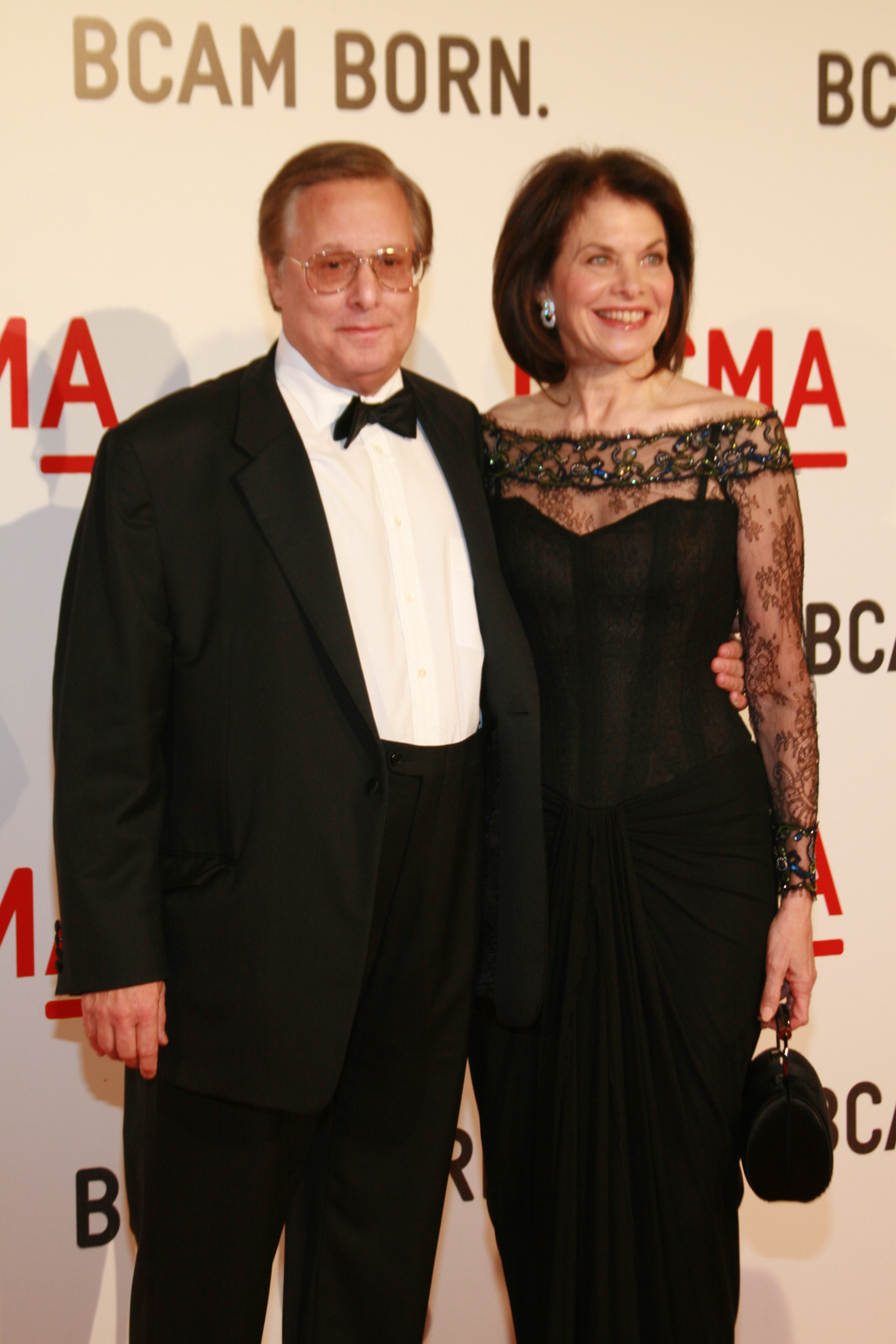
William Friedkin, réalisateur du film, accompagné de sa femme Sherry Lansing, le 9 février 2008.

- Scénario : William Peter Blatty, d'après son propre roman L'Exorciste
- Décors : Bill Malley
- Costumes : Joe Fretwell
- Photographie : Owen Roizman et Billy Williams (séquence en Irak)
- Montage : Norman Gay et Evan Lottman
- Musique : Krzysztof Penderecki, Hans Werner Henze, George Crumb, Anton Webern, Mike Oldfield (Tubular Bells), David Borden
  - Musique additionnelle : Jack Nitzsche ; version intégrale : Steve Boeddeker
- Effets spéciaux : Marcel Vercoutere
- Production : William Peter Blatty, Noel Marshall et David Salven
- Sociétés de production : Warner Bros. et Hoya Productions, Inc.
- Sociétés de distribution : Warner Bros.
- Langues originales : anglais (quelques dialogues en latin, grec, français, italien, allemand et arabe)
- Format : couleur (Metrocolor — Technicolor) — 35mm / 70 mm — 1.35:1 / 1.75:1 / 1.78:1 — son 70mm 6-Track / DTS-ES / Mono / SDDS
- Genre : horreur
- Durée : 122 minutes / 133 minutes (version intégrale)
- Dates de tournage : du 14 août 1972 au 2 mars 1973
- Dates de sortie[7] :
  - États-Unis : 26 décembre 1973 et 17 mars 2000 (ressortie)
  - France : 11 septembre 1974
  - Suisse : 26 juillet 1974[réf. souhaitée]
- Version intégrale :
  - États-Unis : 22 septembre 2000
  - France, Suisse : 14 mars 2001
  - Belgique : 21 mars 2001
- Classification : Interdit aux moins de 18 ans lors de sa sortie en France mais désormais interdit aux moins de 16 ans depuis la réforme de 1990[8]
- Budget de production (Estimation) : 12 000 000 $[9] ; publicitaire (Estimation) : 3 000 000 $ ; total : 15 000 000 $
- Nombre d'entrées en France : 6 699 322[10]
- Recettes aux États-Unis : 204 868 002 $ ; mondiales : 402 735 134 $
- Affiche : Bill Gold (États-Unis)

## Distribution
Légende : Doublage de 1974 / Nouveau doublage de 2001 ; Doublage québécois
- Linda Blair (VF : Séverine Morisot / Noémie Orphelin ; VQ : Élisabeth Lenormand) : Regan Theresa MacNeil
- Ellen Burstyn (VF : Nadine Alari / Nathalie Régnier ; VQ : Isabelle Miquelon) : Chris MacNeil
- Max von Sydow (VF : Louis Arbessier / Marc Cassot ; VQ : Yvon Thiboutot) : Le père Lankester Merrin
- Lee J. Cobb (VF : André Valmy / Jean Lescot ; VQ : Raymond Bouchard) : Lieutenant William « Bill » Kinderman
- Kitty Winn (VF : Béatrice Delfe ; VQ : Christine Bellier) : Sharon Spencer
- Jack MacGowran (VF : Jacques Thébault / Pierre Laurent ; VQ : Jean-Marie Moncelet) : Burke Dennings
- Jason Miller (VF : Denis Manuel / Gabriel Le Doze ; VQ : Mario Desmarais) : Le père Damien Karras
- Mercedes McCambridge (VF : Micheline Bona / Perrette Pradier) : la voix de Pazuzu
- Révérend William O'Malley (VF : Pierre Trabaud / Patrice Baudrier) : le père Joseph Dyer
- Barton Heyman (VF : Michel Roux / Olivier Destrez) : Dr Klein
- Peter Masterson (VF : Francis Lax / Jérôme Keen) : Dr Barringer
- Robert Symonds (VF : William Sabatier / Christian Peythieu) : Dr Taney
- Arthur Storch (VF : Roger Carel / Hervé Caradec ; VQ : Benoît Marleau) : le psychiatre
- Révérend Thomas Bermingham (VF : Georges Riquier / Jean-Pierre Leroux) : Tom
- Rudolf Schündler (VF : Yves Barsacq ; VQ : André Montmorency) : Karl
- Vasiliki Maliaros (VF : Anne Ludovik) : la mère du père Karras
- Títos Vandís (VF : Henry Djanik / Achille Orsoni) : l'oncle du père Karras
- Wallace Rooney (VF : Jean Michaud / Jean Négroni) : l'évêque Michael

Source : Version française (VF) sur AlloDoublage.

## Production

### Genèse
William Friedkin évoque deux cas de possession démoniaque officiellement reconnus par l'Église catholique ayant eu lieu aux États-Unis, au XXe siècle, à l'époque de la préparation du film.
Le premier est publié dans l'édition du 20 août 1949 du Washington Post. William Peter Blatty tombe sur cet article titré Boy Reported Held in Devil's Grip relatant le cas d'exorcisme de Roland Doe (en), un garçon de quatorze ans, en 1949, à Cottage City, dans le Maryland. Selon Friedkin, Blatty se met à écrire sur le sujet car l'Église refuse de lui ouvrir ses archives. Le livre se vend à treize millions d'exemplaires, seulement aux États-Unis. Friedkin a pu parler directement avec la tante de l'adolescent qui lui relate des détails qui ne figurent pas dans le livre de Blatty mais dont certains sont intégrés au film comme les meubles attaquant les personnages.
Le second est celui d'une femme à Earling, dans l'Iowa, en 1922.

### Réalisation
Alfred Hitchcock refuse d'acquérir les droits du livre et, par conséquent, de le réaliser. Finalement, Blatty vend les droits à la Warner Bros. pour 600 000 $, ayant négocié deux conditions : le romancier sera le scénariste et l'unique producteur.
La Warner approche Stanley Kubrick qui accepte le projet, à la condition de le produire lui-même, ce que la production refuse. À leur tour Arthur Penn, John Cassavetes, Peter Bogdanovich, Mike Nichols et John Boorman (qui réalisera L'Exorciste 2 : L'Hérétique) déclinent la proposition qui leur a été faite. William Peter Blatty soumet alors le nom de William Friedkin, qui vient de réaliser French Connection. Le réalisateur agnostique est en effet fasciné par le roman. Les studios rechignent mais le succès du film les encourage à l'engager pour un cachet de 500 000 $ et 10 % sur les recettes.

### Casting

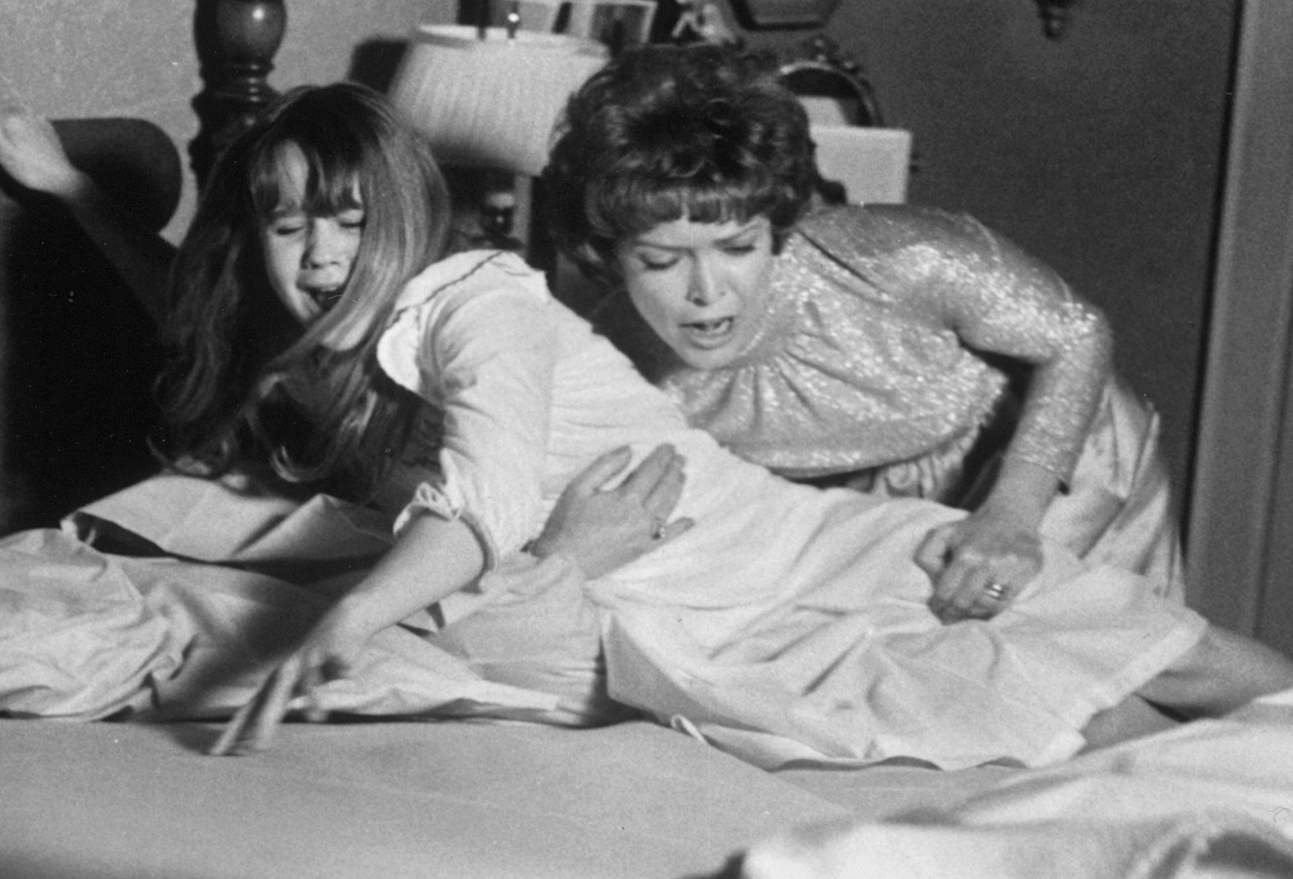
Linda Blair et Ellen Burstyn.

Le rôle de Chris MacNeil est proposé à Shirley MacLaine, amie de William Peter Blatty, qui le refuse en raison d'un précédent engagement dans une œuvre similaire, Possession meurtrière. Jane Fonda est ensuite contactée et décrit le projet comme « un tas de merde capitaliste ». Audrey Hepburn, qui a pourtant mis un terme à sa carrière en 1968, accepte dans un premier temps le rôle à condition que le film soit tourné à Rome. Anne Bancroft, à son tour, décline la proposition qui lui est faite en raison de sa grossesse. Geraldine Page et Barbra Streisand ne sont pas intéressées. Ellen Burstyn, tout juste nommée aux Oscars pour son interprétation dans La Dernière Séance, accepte à la condition que son personnage n'ait pas à dire « Je crois au diable ».
Pour le rôle de Regan MacNeil, plusieurs actrices sont envisagées. Pamelyn Ferdyn est jugée trop connue par les producteurs. Les parents de la jeune Denise Nickerson, qui vient de tourner Charlie et la Chocolaterie de Mel Stuart, sont troublés par l'histoire et refusent. April Winchell est ensuite choisie et prête à jouer le rôle mais, hospitalisée pour une grave infection rénale, elle ne peut accepter. William Friedkin rencontre près de 500 actrices de onze à quinze ans. Linda Blair, actrice depuis l'âge de six ans, se présente accompagnée de sa mère. « Elle était intelligente, spontanée, attachante. Aucune des six candidates en lice à l'époque ne lui arrivait à la cheville. J'ai su qu'elle conviendrait parfaitement, qu'elle possédait une mentalité susceptible de l'intégrer à ce personnage sans qu'elle en soit traumatisée psychologiquement. » pense le réalisateur, qui engage la jeune actrice.
Warner Bros. soumet le nom de Marlon Brando pour interpréter le Père Merrin, mais Friedkin s'y oppose, l'acteur étant trop connu. Le rôle revient à Max von Sydow. Stacy Keach est engagé pour jouer le Père Karras, mais le réalisateur lui préfère finalement Jason Miller, comédien sans aucune expérience au cinéma. Friedkin raconta avoir pensé à Miller après l'avoir vu au théâtre. De plus, il y a de grandes similitudes entre le personnage de Karras et Miller, puisque Jason Miller voulut devenir prêtre avant de perdre la foi. Convoqué à Hollywood pour faire un essai avec Ellen Burstyn, Jason Miller, qui réside à New York et a la phobie de l'avion, mettra quatre jours pour se rendre à l'audition en train. Convaincu dès le premier essai par l'acteur, la production et le réalisateur l'engagèrent aussitôt et renvoyèrent Stacy Keach. Le père Dyer est interprété par un véritable homme de foi : William O'Malley. Jésuite, enseignant, écrivain et... acteur, initialement embauché sur le projet en tant que conseiller technique, il se voit proposer le rôle du prêtre ami de Damien Karras. Il ne reprendra toutefois pas son rôle dans L'Exorciste, la suite, remplacé par l'acteur Ed Flanders. L'Exorciste reste sa seule expérience au cinéma.

### Tournage
Le tournage se déroule du 14 août 1972 au 2 mars 1973 aux Warner Bros. Studios de Burbank, New York et Georgetown (Washington D.C.), ainsi qu'à Hatra et Mossoul, en Irak.
Autour du « film le plus terrifiant de tous les temps », on ne compte pas moins de neuf morts, parmi lesquels l'acteur Jack MacGowran, qui incarne Burke Dennings, et l’accident du fils de Jason Miller, qui incarne le père Karras, ainsi que de nombreux incidents, si bien qu'il est considéré comme faisant partie des films maudits de l'histoire du cinéma.
Ellen Burstyn se blesse grièvement au dos à la suite d'une mauvaise chute lors de la scène de la mutilation de Regan au crucifix, se prenant les pieds dans les câbles. Friedkin aurait tiré des coups de feu pour imposer à l'actrice une peur véritable.
Le tournage est suspendu lorsque Jordan, le fils de Jason Miller, est percuté par une moto sur la plage de Rockaway. Tandis que le jeune garçon se rétablit lentement, Miller se rend à la résidence des jésuites où il passe son temps à prier. Par la suite, Miller demandera à Friedkin de tourner la scène où Karras se saoule avec Dyer en déplorant la mort de sa mère, imposant ainsi une tristesse authentique.
Le passage où Dyer donne les derniers sacrements à Karras, alors mourant au bas des escaliers, a été filmé en d'innombrables prises. N'étant pas du tout comédien, le révérend William O'Malley ne parvenait pas à être triste à l'image. Finalement Friedkin a eu l'idée de le gifler et de le pousser à genoux sans le prévenir, le jésuite ayant par la suite fondu en larmes. De ce fait, le réalisateur en a profité pour filmer à nouveau la scène.
Réticente à laisser une enfant proférer des injures aussi crues, la production décide de confier la voix du démon dont est possédée la petite Regan, à l'actrice Mercedes McCambridge, guérie d'un alcoolisme. Pour ce doublage, elle s'est beaucoup investie moralement : elle s'est remise à boire et à fumer pour obtenir cette voix très grave. Afin de rentrer dans le personnage de Regan, elle a demandé à être attachée à une chaise.
Le tournage fut retardé une nouvelle fois, et pour six semaines, par un incendie survenu sur le plateau.
L'idée de l'affiche du film, qui annonce la couleur, vient de William Friedkin qui s'est inspiré d'un tableau de Magritte, comme il le dit lui-même:

« Il est possible que certains mouvements picturaux aient eu une influence sur moi, mais jamais de manière consciente. La seule peinture qui ait jamais influencé directement l'un de mes films, c'est ce Magritte : L'Empire des lumières. J'ai su, lorsque j'ai vu cette toile, que je devais recréer, pour la scène où le prêtre arrive près de la maison des Mac Neil dans L'Exorciste, l'ambiance qui s'en dégageait. J'ai donc choisi une maison donnant sur une rue illuminée par le même type de réverbère, et j'ai fait éclairer la scène de manière similaire. Je n'ai pas copié ce tableau. Je m'en suis seulement inspiré pour ce qui reste aujourd'hui comme l'un des plans les plus mémorables du film. »

### Bande originale
Bandes originales de L'Exorciste
L'Exorciste 2 : L'Hérétique
(1977)
Le réalisateur confie, dans un premier temps, la musique du film au compositeur Lalo Schifrin qui enregistre même sa partition. Mais, mécontent du résultat lors des sessions d'enregistrement, William Friedkin rejette tout le travail de Schifrin et se tourne vers des musiques préexistantes. Schifrin prend d'une certaine façon sa revanche en composant, six ans plus tard, la musique d'Amityville : La Maison du diable, qui connaît un grand succès et obtient une nomination à l'Oscar de la meilleure musique.
Pour le thème principal, William Friedkin choisit un extrait de l'album Tubular Bells, de Mike Oldfield, dont l'utilisation dans ce film va donner un coup de pouce à la carrière d'Oldfield et au tout jeune label Virgin, fondé par Richard Branson. Ce thème, froid et lancinant, a exercé une certaine influence sur la musique de films du genre, notamment sur celle composée par John Carpenter pour bon nombre de ses propres réalisations.
Liste des titres
1. Iraq composé par Jack Nitzsche (1:55)
2. Georgetown / Tubular Bells composé par Mike Oldfield (5:21)
3. Five Pieces For Orchestra, Op.10 (Sehr Langsam Und Äusserst Ruhig) composé par Anton Webern (11:15)
4. Polymorphia composé par Krzysztof Penderecki (11:43)
5. String Quartet (1960) composé par Krzysztof Penderecki (7:10)
6. Windharp composé par Harry Bee (2:41)
7. Night Of The Electric Insects composé par George Crumb (1:33)
8. Kanon For Orchestra And Tape composé par Krzysztof Penderecki (9:49)
9. Tubular Bells composé par Mike Oldfield (0:28)
10. Fantasia For Strings composé par Hans Werner Henze (2:10)

## Accueil

### Critique
L'Exorciste sort le 25 décembre 1973 aux États-Unis. Les critiques américains sont partagés. Stanley Kauffmann, rédacteur pour The New Republic, écrit : « C'est le film le plus effrayant que j'aie vu depuis des années - le seul film effrayant que j'aie vu depuis des années… Si vous voulez être ébranlé - allez voir L'Exorciste. » Joe Dante reconnaît lui aussi « un film surprenant et destiné à devenir un classique du cinéma d'horreur. Il sera profondément troublant pour tous les publics, en particulier les plus sensibles et ceux qui ont tendance à « vivre » les films qu'ils voient… Il n'y a jamais eu rien de tel à l'écran. »
Toutefois, Vincent Canby, du New York Times, décrit le film comme « une ânerie avec de grotesques effets spéciaux. » Andrew Sarris, du Village Voice, pense que « le réalisateur est incapable de fournir assez d'informations visuelles sur les personnages. L'Exorciste réussit à divertir mais en réalité c'est un film vraiment diabolique. » Jon Landau, du Rolling Stone, le considère comme « un film pornographique religieux qui essaye de copier Cecil B. DeMille. »
Le prêtre exorciste Gabriele Amorth considère le film comme réaliste, malgré l'outrance des effets spéciaux.[réf. nécessaire]
L'Exorciste est nommé à dix reprises aux Oscars et en reçoit deux, celui du meilleur son et du meilleur scénario adapté. Il est également récompensé par quatre Golden Globes dont celui de la meilleure actrice dans un second rôle pour Linda Blair.

### Box-office
L'Exorciste a rapporté 193 000 000 dollars lors de sa sortie aux États-Unis et au Canada entre 1973 et 1974. Après plusieurs ressorties, il engrange 232 906 145 dollars. Il a, aujourd'hui, rapporté 441 306 145 dollars de recettes dans le monde entier. Il est classé 1er parmi les 20 films les plus regardés de l'année 1973,. Au box-office mondial, il est, à ce jour, le troisième film d'horreur le plus lucratif de l'histoire du cinéma derrière Ça et Les Dents de la mer. Pour ce qui est du nombre de spectateurs, il est, aux États-Unis, le 9e film le plus vu de tous les temps, avec un total de plus de 110 millions d'entrées.

En France, le film a réalisé 5 397 450 entrées lors de sa première sortie au cinéma en 1974. Lors de la sortie de la version intégrale en 2001, le film a réalisé 1 301 872 entrées pour un total de 6 699 322 entrées si l'on prend en compte les entrées de sa première sortie en salles. Il est, à ce jour, le film d'horreur qui a réalisé le plus grand nombre d'entrées en France.
| Pays ou région        | Box-office                          | Date d'arrêt du box-office | Nombre de semaines |
| --------------------- | ----------------------------------- | -------------------------- | ------------------ |
| États-Unis Canada     | 233 005 644 $                       | 21 décembre 2000           | n/a                |
| France Paris          | 6 699 322 entrées 1 454 079 entrées | 24 avril 2001              | n/a                |
| Total hors États-Unis | 208 400 000 $                       | 30 septembre 2001          | n/a                |
| Total mondial         | 441 405 644 $                       | 30 septembre 2001          | n/a                |

### Distinctions
- 1974 : Oscar du meilleur mixage de son pour Robert Knudson et Christopher Newman
- 1974 : Oscar du meilleur scénario adapté pour William Peter Blatty
- 1974 : Nomination à l'Oscar du meilleur acteur dans un second rôle pour Jason Miller
- 1974 : Nomination à l'Oscar de la meilleure actrice pour Ellen Burstyn
- 1974 : Nomination à l'Oscar de la meilleure actrice dans un second rôle pour Linda Blair
- 1974 : Nomination à l'Oscar des meilleurs décors pour Bill Malley (en) et Jerry Wunderlich (en)
- 1974 : Nomination à l'Oscar du meilleur réalisateur pour William Friedkin
- 1974 : Nomination à l'Oscar du meilleur film pour William Peter Blatty
- 1974 : Golden Globe du meilleur film dramatique
- 1974 : Golden Globe du meilleur réalisateur pour William Friedkin
- 1974 : Golden Globe du meilleur scénario pour William Peter Blatty
- 1974 : Golden Globe de la meilleure actrice dans un second rôle pour Linda Blair
- 1975 : Saturn Award du meilleur film d'horreur

## Version intégrale
En 2001, L'Exorciste ressort dans une version retravaillée ; Friedkin longtemps pressé par Blatty a cédé, refait le montage et rajouté des scènes coupées. Certains passages du film sont assortis d'effets optiques montrant davantage la présence de démon dans la maison. Par exemple, lorsque Chris MacNeil arrive dans la cuisine au moment d'une panne de courant, on peut désormais apercevoir le visage de Pazuzu sur la hotte, à droite de l'image.
Certaines critiques ont reproché à la version intégrale de ne rien apporter de nouveau au film et d'avoir été faite uniquement pour des raisons mercantiles.

« A l'origine, j'avais agréé le montage de la première version du film, il me satisfaisait pleinement. […] Mais William Peter Blatty, qui est responsable à la fois du roman et du scénario, a toujours eu le sentiment que ces onze minutes que j'avais coupées manquaient au film. […] Cette nouvelle version, c'est un geste d'amitié à l'égard de Blatty. Et force est de constater qu'elle cartonne dans les salles, ce dont je suis très heureux. »

— William Friedkin

## Version française
Le film a connu deux doublages en France :
- Le premier de 1974 traduit certains prénoms (le prénom Regan devient Régine).
- Le second de 2001, pour la version intégrale, traduit les dialogues originaux de manière plus littérale. Regan conserve son prénom tel quel et Kinderman dit à Karras que ce dernier ressemble à John Garfield dans Sang et Or (contrairement au doublage original dans lequel le lieutenant disait « Marlon Brando dans Sur les quais »).

## Influences dans la culture populaire
Le film, devenu un classique du cinéma d'horreur, a souvent été parodié, par exemple en 1990, avec Y a-t-il un exorciste pour sauver le monde ?, ou avec plusieurs sketchs des Guignols de l'info.
Le film est également évoqué dans un des sketches dans Les Carnets de Monsieur Manatane, avec Benoît Poelvoorde.
La scène de l'exorcisme est également parodiée au début de Scary Movie 2 de Keenen Ivory Wayans, James Woods joue le rôle du prêtre tenu, dans la version originale, par Max von Sydow, pour un sketch sans lien avec l'intrigue principale du film. Le rôle était tenu initialement par Marlon Brando, dont cela aurait été l'ultime apparition à l'écran, mais qui a quitté le tournage pour raison de santé.

## Suites
La saga L'Exorciste est composée de trois films et d'une préquelle. Après le succès du premier film, une suite est envisagée par le studio. L'Exorciste 2 : L'Hérétique sort ainsi quatre ans après en 1977. Mais l'équipe technique et la distribution y sont majoritairement opposées. William Friedkin et William Peter Blatty se rencontrent néanmoins pour développer une idée à filmer, mais finalement y renoncent. Ellen Burstyn refuse le projet, tout comme Linda Blair. La Warner pense à Melissa Sue Anderson, Rosanna Arquette, Jamie Lee Curtis, Jodie Foster, Mariel Hemingway, Helen Hunt, Jennifer Jason Leigh, Kristy McNichol, Tatum O'Neal ou encore Brooke Shields comme remplaçante. Mais Linda Blair revient finalement sur sa décision, qu'elle regrettera après avoir lu la première version du scénario. « Après cinq réécritures, ce n'était plus du tout la même chose. C'est l'une des plus grandes déceptions de ma carrière. »
Sorti le 17 juin 1977 aux États-Unis (mais seulement le 25 janvier 1978 en France), L'Exorciste 2 est le plus gros budget de la Warner Bros. (14 millions de dollars), sur lequel le studio fonde de grosses ambitions, comme le prouve la qualité de la distribution, puisqu'on retrouve, en plus de Linda Blair, Louise Fletcher, Richard Burton ainsi que Max von Sydow sous la direction de John Boorman, auréolé du prix de la mise en scène à Cannes en 1970.
Le succès commercial est mitigé, avec seulement 30 749 142 $ de recettes, mais le film peine auprès de la critique, dont l'auteur du roman initial, William Peter Blatty, qui le trouve « très mauvais », et William Friedkin, après en avoir vu seulement trente minutes, « vulgaire et horrible ». Seule la journaliste Pauline Kael le préfère à l'original.
À la fin des années 1980, William Peter Blatty pense à une histoire qui aurait du sens et adapte son roman Légion pour L'Exorciste, la suite, qu'il décide de réaliser après le refus de John Carpenter et de William Friedkin qui, pourtant, apprécie l'histoire originale. Ce troisième volet met en scène George C. Scott, Ed Flanders, Brad Dourif, Jason Miller et Grand L. Bush.
Il rapporte 26 098 824 $ au box-office américain. La même année, en 1990, sort Y a-t-il un exorciste pour sauver le monde ? parodie de l'original avec Leslie Nielsen où Linda Blair reprend son rôle de personnage possédé par un démon, mais cette fois sous les traits d'une mère de famille.
En 2004, une préquelle intitulée L'Exorciste : Au commencement est réalisée. John Frankenheimer refuse de le diriger un mois avant sa mort. Paul Schrader est alors chargé par Morgan Creek Productions de le remplacer, mais il est renvoyé par le studio, invoquant un manque de sang et de violence dans les images tournées par celui-ci,. Renny Harlin accepte de le remplacer et refilme pratiquement la totalité des scènes. Il commente : « Je suis un fan inconditionnel du cinéma d'horreur. C'est avec lui que j'ai démarré, et c'est un genre que j'ai toujours aimé et admiré. Le premier L'Exorciste est à l'évidence l'un des titres les plus marquants du genre. C'est aussi l'un de mes films favoris, et je ne pouvais laisser passer cette occasion. » Il est prévu que la version de Paul Schrader sorte directement en vidéo, en tant que supplément de celle mise en scène par Harlin. Mais l'idée est rejetée par le studio après l'échec du film. La version de Paul Schrader ressort dans différents festivals, ainsi que dans quelques pays, sous le titre Dominion: Prequel to the Exorcist. 

Les critiques sont pour la plupart négatives et des deux films, la version Schrader est la préférée. William Peter Blatty est du même avis et décrit Dominon comme « un beau film, un classique, une élégante pièce de travail. » Linda Blair, quant à elle, se déclare « choquée » lorsqu'elle découvre que Warner Bros. utilise son image et sa voix pour la promotion du film sans son autorisation.
En 2016, la Fox acquiert les droits et adapte la fiction pour la télévision. Ignorant les deux premières suites, la série se veut être une suite directe du premier film. Le casting est composé de Geena Davis, Ben Daniels et Hannah Kasulka
Le film L'Exorciste : Dévotion (The Exorcist: Believer), sorti en 2023, est également une suite directe du premier film, qui ignore volontairement elle aussi les autres films, ainsi que la série.